# Pat O’Connor (Regisseur)
Pat O’Connor (* 1943 in Ardmore) ist ein irischer Regisseur für Film und Fernsehen.

## Leben
O’Connor arbeitete zunächst als Dokumentarfilmer für Raidió Teilifís Éireann, ehe er 1979 erstmals als Regisseur einer Fernsehserie in Erscheinung trat. Erste größere Anerkennung fand er im Jahr 1982 durch seine Inszenierung des Fernsehfilms The Ballroom of Romance, der aufgrund seines großen Erfolges später auch als Kinofilm aufgeführt wurde. Diese Verfilmung einer Kurzgeschichte von William Trevor mit Cyril Cusack und Brenda Fricker in den Hauptrollen brachte Regisseur O’Connor den wichtigsten irischen Fernsehpreis Jacob’s Awards ein, ebenso gewann der Film den British Academy Television Award als Bestes Drama.
Nach diesem Erfolg wurden O’Connor auch Kinofilme anvertraut, wobei er besonders häufig Literaturverfilmungen oder historische Stoffe drehte. Sein Kinodebüt gab er 1984 mit dem Drama Cal nach einem Werk von Bernard MacLaverty. Der Film wurde auf den Internationalen Filmfestspielen von Cannes 1984 gezeigt und brachte seiner Hauptdarstellerin Helen Mirren den Darstellerpreis ein. 1987 folgte für O’Connor der zwar gut besprochene, aber von den Zuschauern wenig beachtete A Month in the Country mit Colin Firth, Kenneth Branagh und Natasha Richardson in den Hauptrollen. Der Film entstand nach der Novelle Ein Monat auf dem Land von J. L. Carr.
1988 drehte der Regisseur in den Vereinigten Staaten die Komödie Stars and Bars über einen von Daniel Day-Lewis gespielten britischen Kunsthistoriker, der sich von der amerikanischen Gesellschaft recht überfordert zeigt. Im darauffolgenden Jahr drehte O’Connor, ebenfalls in den USA, den Film Im Zeichen der Jungfrau mit Kevin Kline und Alan Rickman. Die Mischung aus Thriller und Komödie konnte aber nur wenige Kritiker überzeugen. 1990 war er für den in Irland gedrehten Historienfilm Die Narren des Schicksals verantwortlich, der erneut nach einer Vorlage von William Trevor entstand. Er handelt von den Krisen einer protestantischen Familie während des Irischen Unabhängigkeitskrieges. Der ambitioniert erzählte Film war aber nur mäßig erfolgreich.
Es folgten zwei Fernsehfilme für ihn: 1992 der Thriller Force of Duty und 1993 die Filmbiografie Zelda über das Leben von Zelda Fitzgerald (gespielt von Natasha Richardson). 1995 gelang O’Connor ein Comeback als Kinoregisseur mit dem Liebesdrama Circle of Friends – Im Kreis der Freunde nach einem Roman von Maeve Binchy, das sowohl die meisten Kritiker ansprach als auch das Dreifache seines Budgets einspielte. Nur durchwachsener Erfolg war hingegen seinem nächsten Film Die Abbotts – Wenn Haß die Liebe tötet mit Joaquin Phoenix beschieden, der von Problemen einer amerikanischen Arbeiterfamilie in den 1950ern handelt.
Wieder in Irland drehte O’Connor 1998 das historische Drama Tanz in die Freiheit mit Meryl Streep und Michael Gambon, das vor allem aufgrund der Schauspielerleistungen Lob fand. In den USA drehte er 2001 das Liebesdrama Sweet November, das von vielen Kritikern harsch rezensiert wurde und drei Nominierungen für den Negativpreis Goldene Himbeere erhielt. Danach konnte er ein Jahrzehnt lang kein Filmprojekt mehr realisieren. Sein darauffolgender und zugleich bisher letzter Film Private Peaceful erschien 2012 in den Kinos. Das Kriegsdrama basiert auf dem Roman Mein Bruder Charlie von Michael Morpurgo und wurde mit Jack O’Connell und George MacKay. Zwar erhielt dieser Film allgemein solide Kritiken, stieß aber beim allgemeinen Publikum auf nur wenig Resonanz.
Pat O’Connor ist seit 1990 mit der Schauspielerin Mary Elizabeth Mastrantonio verheiratet, mit der er mehrfach gemeinsam drehte. Sie haben zwei Söhne namens Jack und Declan.

## Filmografie
Als Regisseur (komplett)
- 1979: Thursdays Play Date (Fernsehserie, 2 Folgen) (auch Produzent)
- 1979: Miracles & Miss Langan (Fernsehfilm)
- 1982: The Ballroom of Romance (Fernsehfilm, später auch als Kinofilm vorgeführt)
- 1983: One of Ourselves (Fernsehfilm)
- 1984: Cal
- 1987: A Month in the Country
- 1988: Stars and Bars – Der ganz normale amerikanische Wahnsinn (Stars and Bars)
- 1989: Im Zeichen der Jungfrau (The January Man)
- 1990: Die Narren des Schicksals (Fools of Fortune)
- 1992: Force of Duty (Fernsehfilm)
- 1993: Zelda (Fernsehfilm)
- 1995: Circle of Friends – Im Kreis der Freunde (Circle of Friends)
- 1997: Die Abbotts – Wenn Haß die Liebe tötet (Inventing the Abbotts)
- 1998: Tanz in die Freiheit (Dancing at Lughnasa)
- 2001: Sweet November
- 2012: Private Peaceful – Mein Bruder Charlie (Private Peaceful)